# エルダル・ラキプ
エルダル・ラキプ（Erdal Rakip 、1996年2月13日 - ）は、スウェーデン・マルメ出身、北マケドニア代表のプロサッカー選手。アンタルヤスポル所属。ポジションはMF。

## 経歴

### クラブ
地元クラブであるマルメFFの下部組織で育成された。 2013年6月1日、アルスヴェンスカンのIFブロマポイカルナ戦でトップチームデビュー。6月17日、2015年までの契約を結んだ。2014年7月、新たに3年半契約を結んだ。
2017年シーズンを以てマルメを退団し、SLベンフィカに加入。2018年1月、クリスタル・パレスFCにレンタル移籍。
2019年2月、マルメFFに復帰。
2023年1月20日、アンタルヤスポルに2年半の契約で移籍した。

### 代表
2013年、UAEで開催されたFIFA U-17ワールドカップにU-17スウェーデン代表の一員として参加し3位入賞を果たした。
2021年10月8日、2022 FIFAワールドカップ・予選のリヒテンシュタイン代表で北マケドニア代表として初出場。

## タイトル
マルメFF
- アルスヴェンスカン:2013, 2014, 2016, 2017, 2020, 2021
- スウェーデンカップ:2021-22